# 小行星1839
小行星1839（1839 Ragazza）是一颗围绕太阳公转的小行星。1971年10月20日，保羅·維爾特在齐美尔瓦尔德发现了此天体。
該小行星以「女孩」的義大利語，以及瑞士的城鎮巴特拉加茨命名。
这颗小行星的绝对星等为350.4780229033535等。